# Mäntyjärvi och Salmijärvi
Mäntyjärvi och Salmijärvi är en sjö i Finland. Den ligger i kommunen Posio i landskapet Lappland, i den norra delen av landet, 700 km norr om huvudstaden Helsingfors. Mäntyjärvi och Salmijärvi ligger 210,5 meter över havet. Arean är 1,75 kvadratkilometer och strandlinjen är 11,66 kilometer lång. Sjön  ingår i Ijo älvs huvudavrinningsområde. 